# Junction City (film)
Junction City è un film del 1952 diretto da Ray Nazarro.
È un western statunitense con Charles Starrett, Smiley Burnette, Jock Mahoney, Kathleen Case e John Dehner. Fa parte della serie di film western della Columbia incentrati sul personaggio di Durango Kid.

## Produzione
Il film, diretto da Ray Nazarro su una sceneggiatura di Barry Shipman, fu prodotto da Colbert Clark per la Columbia Pictures e girato dal 7 all'11 gennaio 1952.

## Distribuzione
Il film fu distribuito negli Stati Uniti dal 12 luglio 1952 al cinema dalla Columbia Pictures. È stato distribuito anche in Brasile con il titolo O Gancho da Morte.